# مايكل لونش
مايكل لونش (بالإنجليزية: Michael Lynch)‏ هو سياسي أيرلندي، ولد في 25 أغسطس 1934. حزبياً، نشط في فيانا فايل. وقد انتخب عضو مجلس الشيوخ من أيرلندا عن دائرة اللجنة الإدارية ‏ وقد انضم خلال فترته النيابية ‏ (23 فبراير 1983 – 17 فبراير 1987) للكتلة البرلمانية فيانا فايل وفي الانتخابات العمومية الإيرلندية، فبراير 1982 ‏، انتخب نائب دييل عن دائرة ميث ‏ وقد انضم خلال فترته النيابية ‏ (9 مارس 1982 – 4 نوفمبر 1982) للكتلة البرلمانية فيانا فايل وفي الانتخابات العمومية الإيرلندية 1987 ‏، انتخب نائب دييل عن دائرة ميث ‏ وقد انضم خلال فترته النيابية ‏ (10 مارس 1987 – 25 مايو 1989) للكتلة البرلمانية فيانا فايل.